# Deutschsprachige Konferenz der Pfadfinderverbände
Die Deutschsprachige Konferenz (DSK) ist die internationale Gemeinschaft der Pfadfinderverbände in den deutschsprachigen Ländern. Mitglieder dieser informellen Gruppe sind die bei WOSM und WAGGGS registrierten Pfadfinderverbände in Deutschland, Österreich, der Schweiz, Liechtenstein, Luxemburg und Belgien, aber auch in den Niederlanden, Irland, Südtirol, Ungarn und Polen.

## Beschreibung
Die DSK wurde als sprachbasiertes Treffen begonnen, hat sich aber zu einer gemeinsamen Plattform entwickelt, deren Ziel die informelle Zusammenarbeit von WOSM- und WAGGGS-Organisationen ist. 
Die DSK tagt seither jährlich jeweils in den Monaten Februar oder März. Die DSK findet jedes Jahr in einem anderen DSK-Mitgliedsland statt. Jede DSK steht unter einem anderen, vom ausrichtenden Verband gewählten Thema. Die Mitgliedsverbände entsenden in der Regel eine Delegation bestehend aus Mitgliedern der jeweiligen internationalen Teams sowie häufig auch der Verbandsvorstände. Es ist üblich, auch deutschsprachige Mitglieder der Leitungsgremien von WOSM und WAGGGS auf Europa- oder Weltebene einzuladen.

## Bisherige Konferenzen
| Jahr | Land          | Ort               |
| ---- | ------------- | ----------------- |
| 1969 | Deutschland   | Überlingen        |
| 1972 | Österreich    | Lengenfeld        |
| 1974 | Liechtenstein | Vaduz             |
| 1975 | Schweiz       | St. Gallen        |
| 1976 | Deutschland   | Dinkelscherben    |
| 1977 | Österreich    | Baden             |
| 1978 | Liechtenstein | Schaan            |
| 1979 | Schweiz       | Schaffhausen      |
| 1980 | Deutschland   | Burg Rieneck      |
| 1981 | Luxemburg     | Howald            |
| 1982 | Österreich    | Tulbing           |
| 1983 | Niederlande   | Lage Vuursche     |
| 1984 | Liechtenstein | Schaan            |
| 1985 | Schweiz       | Appenberg         |
| 1986 | Deutschland   | Reichenau         |
| 1987 | Luxemburg     | Luxemburg         |
| 1988 | Italien       | Brixen            |
| 1989 | Österreich    | Lockenhaus        |
| 1990 | Niederlande   | Dronten           |
| 1991 | Liechtenstein | Triesen           |
| 1992 | Schweiz       | Kartause Ittingen |
| 1993 | Deutschland   | Bogensee          |
| 1994 | Österreich    | Wien              |
| 1995 | Luxemburg     | Munsbach          |
| 1996 | Belgien       | Bütgenbach        |
| 1997 | Italien       | Brixen            |
| 1998 | Niederlande   | Bunnik            |
| 1999 | Liechtenstein | Schaan            |
| 2000 | Schweiz       | Adelboden         |
| 2001 | Deutschland   | Rieneck           |
| 2002 | Österreich    | Zeillern          |
| 2003 | Luxemburg     | Larochette        |
| 2004 | Belgien       | Burg-Reuland      |
| 2005 | Niederlande   | Ermelo            |
| 2006 | Italien       | Goldrain          |
| 2007 | Liechtenstein | Schaan            |
| 2008 | Ungarn        | Budapest          |
| 2009 | Schweiz       | Kandersteg        |
| 2010 | Polen         | Warschau          |
| 2011 | Deutschland   | Düsseldorf        |
| 2012 | Österreich    | Wien              |
| 2013 | Luxemburg     | Luxemburg         |
| 2014 | Niederlande   | Soest             |
| 2015 | Belgien       | Eupen             |
| 2016 | Italien       | Brixen            |
| 2017 | Liechtenstein | Vaduz             |
| 2018 | Schweiz       | Uster             |
| 2019 | Ungarn        | Budapest          |
| 2020 | Deutschland   | Hamburg           |
| 2021 | Online        |                   |
| 2022 | Österreich    | Salzburg          |
| 2023 | Luxemburg     | Luxemburg         |
| 2024 | Belgien       | Eupen             |
| 2025 | Niederlande   | Zeewolde          |
| 2026 | Italien       | Oberbozen         |